# Ignasi Senabre
Ignasi Senabre Bagur (Barcelona, Cataluña, España, 28 de noviembre de 1989), deportivamente conocido como Ignasi Senabre, es un entrenador de fútbol español.

## Trayectoria

### Como entrenador
Comenzó su carrera como entrenador en las categorías inferiores de la UE Sant Andreu en 2007, después de colgar las botas como jugador donde llegó hasta juveniles en el club de San Andrés de Palomar. Ignasi dirigiría a los equipos de las bases de la UE Sant Andreu desde benjamines hasta categoría juvenil, durante 7 temporadas. 
En la temporada 2014-15, firma como entrenador de la UDA Gramenet de la Primera Catalana.
El 9 de junio de 2015, se hace cargo del equipo juvenil "A" del CE Sabadell de Liga Nacional Juvenil, con el que lograría el ascenso a la División de Honor Juvenil.
El 4 de julio de 2016, firma como entrenador del CE Sabadell "B" de la Tercera División de España.
El 7 de mayo de 2018, se hace cargo del equipo juvenil "A" de la UE Sant Andreu de Liga Nacional Juvenil.
En la temporada 2020-21, se compromete con el equipo juvenil "A" del Club Esportiu Europa de División de Honor Juvenil, al que dirige durante dos temporadas.
El 25 de mayo del 2022, firma por el Club Esportiu Europa de la Tercera División RFEF. Al término de la temporada 2022-23, logra el ascenso a la Segunda Federación, tras ser campeón de grupo.
El 27 de junio de 2024, firma por el Real Club Deportivo Espanyol "B" de la Segunda RFEF.
El 16 de septiembre de 2024, tras pocos partidos y un mal rendimiento, abandona su puesto por no tener la licencia necesaria y es relevado por su segundo Víctor Cea.

## Clubes

### Como entrenador
| Club                             | País   | Año       |
| -------------------------------- | ------ | --------- |
| UDA Gramenet                     | España | 2014-2015 |
| CE Sabadell (Juvenil)            | España | 2015-2016 |
| CE Sabadell "B"                  | España | 2016-2017 |
| UE Sant Andreu (Juvenil)         | España | 2018-2020 |
| Club Esportiu Europa (Juvenil)   | España | 2020-2022 |
| Club Esportiu Europa             | España | 2022-2024 |
| Real Club Deportivo Espanyol "B" | España | 2024      |